# 安巴圖布埃尼區
安巴圖布埃尼區，是馬達加斯加的行政區，位於該國西北部，由博愛尼區負責管轄，首府設於安巴圖布埃尼，面積8,005平方公里，2011年人口200,122，人口密度每平方公里25人。